# Nordamerikanische Meisterschaften im Sommerbiathlon 2010
Die Nordamerikanischen Meisterschaften im Sommerbiathlon 2010 wurden am 11. und 12. September des Jahres im kanadischen Canmore, Alberta ausgetragen.
Die kontinentalen Titelkämpfe wurden von den Sportlern aus dem Gastgeberland dominiert. Athleten aus den USA waren fast nicht am Start. Es gab Wettbewerbe auf Skirollern und im Crosslauf. Letztere waren äußerst schwach besetzt. Bei den Männern gab es nur einen, bei den Frauen keine Teilnehmer.

## Männer Rollerski

### Sprint 10 km
| Platz | Sportler          | Schieß- fehler | Zeit    |
| ----- | ----------------- | -------------- | ------- |
| 1     | Marc-André Bédard | 0-0            | 25:58.6 |
| 2     | Matt Neumann      | 1-1            | +2:18.8 |
| 3     | Bill Bowler       | 1-2            | +2:25.2 |
| 4     | Kai Skinstad      | 0-1            | +2:37.2 |
| 5     | Jon Skinstad      | 3-3            | +3:03.2 |
| 6     | Scott Gow         | 1-2            | +3:19.5 |
| 7     | Aaron Gillmor     | 0-2            | +3:38.6 |
| 8     | Beau Thompson     | 3-3            | +4:11.8 |
| 9     | Alexander Dumond  | 2-2            | +4:26.2 |
| 10    | Johnny Forward    | 1-1            | +4:52.5 |

Datum: Samstag, 11. September 2010

Es starteten zehn Athleten aus zwei Ländern.
Beim gleichzeitigen Wettbewerb der Junioren gewann der Kanadier Macx Davies vor seinen Landsleuten Andrew Chisholm und Evan Armstrong.

### Verfolgung 12,5 km
| Platz | Sportler          | Schieß- fehler | Zeit    |
| ----- | ----------------- | -------------- | ------- |
| 1     | Marc-André Bédard | 0-0-0-1        | 35:16.8 |
| 2     | Scott Perras      | 0-0-1-1        | +1:24.1 |
| 3     | Scott Gow         | 0-0-1-1        | +2:54.1 |
| 4     | Nathan Smith      | 1-0-3-3        | +3:45.2 |
| 5     | Bill Bowler       | 2-0-2-3        | +3:57.8 |
| 6     | Alexander Dumond  | 2-0-0-1        | +4:16.6 |
| 7     | Patrick Côté      | 1-2-3-1        | +4:19.9 |
| 8     | Robin Clegg       | 1-0-2-3        | +4:22.1 |
| 9     | Aaron Gillmor     | 0-0-2-1        | +4:28.2 |
| 10    | Matt Neumann      | 1-1-1-2        | +4:28.5 |
| 11    | Tyson Smith       | 4-1-1-2        | +5:49.5 |
| 12    | Joel Pacas        | 1-4-0-1        | +6:48.9 |
| 13    | Johnny Forward    | 2-1-2-2        | +9:30.4 |
| 14    | Elijah MacCulloch | 1-2-4-2        | +9:57.4 |
| dnf   | Jon Skinstad      | 3-3-5-         |         |
| dnf   | Brendan Green     |                |         |
| dns   | Kai Skinstad      |                |         |
| dns   | Beau Thompson     |                |         |

Datum: Sonntag, 12. September 2010

Es starteten 23 Athleten aus drei Ländern.
Beim gleichzeitigen Juniorenrennen gewann der Kanadier Macx Davies vor seinen Landsmännern Stuart Harden und Andrew Chisholm.

## Männer Crosslauf

### Sprint 4 km
Es gab trotz einer Meldung von Alexandre Dumond keinen Teilnehmer. Das Juniorenrennen gewann der einzige Teilnehmer, David Poffenroth aus Kanada. Beim Jugendrennen gewannen die Kanadier Stuart Harden vor William Poffenroth und Matthew Vrielink.

### Verfolgung 5 km
| Platz | Sportler         | Schieß- fehler | Zeit      |
| ----- | ---------------- | -------------- | --------- |
| 1     | Alexandre Dumond | 2-1-3-2        | 0:26:22.0 |

Datum: Sonntag, 12. September 2010

Es startete einer von einem gemeldeten Athleten.

## Frauen Rollerski

### Sprint 10 km
| Platz | Sportler       | Schieß- fehler | Zeit    |
| ----- | -------------- | -------------- | ------- |
| 1     | Claude Godbout | 4-1            | 30:06.0 |
| 2     | Kathryn Stone  | 0-3            | +1:02.2 |
| 3     | Betsy Mawdsley | 2-2            | +1:10.0 |

Datum: Samstag, 11. September 2010

Es starteten drei Athletinnen.
Beim gleichzeitigen Juniorinnenrennen gewann Lisa Chisholm aus Kanada vor ihren Landsfrauen Libbi Longworth und Emma Lodge.

### Verfolgung 12,5 km
| Platz | Sportler         | Schieß- fehler | Zeit    |
| ----- | ---------------- | -------------- | ------- |
| 1     | Betsy Mawdsley   | 1-1-3-1        | 37:36.4 |
| 2     | Zina Kocher      | 2-1-1-4        | +0:41.9 |
| 3     | Megan Imrie      | 1-0-3-1        | +0:55.1 |
| 4     | Rosanna Crawford | 0-0-1-1        | +1:48.0 |
| 5     | Melanie Schultz  | 0-2-0-1        | +3:03.7 |
| 6     | Claude Godbout   | 3-1-0-3        | +3:39.0 |
| 7     | Kathryn Stone    | 3-1-3-2        | +8:21.4 |
| 8     | Karen Messenger  | 1-1-3-3        | +8:25.7 |

Datum: Sonntag, 12. September 2010

Es starteten acht Athletinnen.
Das Rennen der Juniorinnen gewann die Kanadierin Libbi Longworth vor Julia Ransom und Emma Lunder.